# Муиринский язык
Муири́нский язык (муйринский, уркарахский; самоназвание: муира [muira]) — один из языков даргинцев в центральном Дагестане. Традиционно рассматривается как диалект единого даргинского языка. Относится к северной группе даргинской ветви нахско-дагестанской языковой семьи. Распространён в верхнем бассейне реки Артузен и по левым притокам реки Дживус (Хулахерк). В административном отношении эти земли занимают северо-восток Дахадаевского района и северо-запад Кайтагского района. Численность носителей, проживающих в традиционных горных сёлах составляет около 38 тысяч человек, ещё какое-то количество проживает в Кизлярском район и Тарумовском районе

## Диалекты
Делится на 5 основных диалектов:
- уркарахский диалект (собственно муиринский, муэринский, габшинский, гапшинский; самоназв.: уркарагъла, хӏябши) — диалект общества Гапш; распространён на северо-востоке Дахадаевского района в селении Уркарах, Дибгалик, Джурмачи, Чишили и других, а также на северо-западе Кайтагского района в селениях Сурхачи, Чахдикна, Иричи. Носители этого диалекта из селения Калакорейш в 1950-е годы переселились в Хасавюртовский район.
- дейбук-харбукский диалект (самоназв.: dibuk’-qarbukla) — распространён на северо-западе Дахадаевского района: село Харбук в долине Шинкакотты; в Каякентском районе: сёла Дейбук и Новый Дейбук (переселенцы из Дахадаевского района после 1960 года).
- меусишинский диалект (меусишела) — распространён на севере Дахадаевского района в селении Меусиша, имеет общие черты с урахинским языком.
- кишинский диалект (кищинский; самоназв.: кӏиищела, [k’īš:ela]) — распространён на севере Дахадаевского района в селении Кища (Кӏиища).
- чумли-гуллинский диалект (таркамтский) — на северо-западе Кайтагского района в селениях Чумли и Гулли (Хӏулли).